# Sân bay quốc tế Léopold Sédar Senghor
Sân bay quốc tế Léopold Sédar Senghor (tiếng Pháp: Aéroport international Léopold-Sédar-Senghor, IATA: DKR, ICAO: GOOY) là một sân bay quốc tế phục vụ tại thành phố thủ đô Dakar, Sénégal. Sân bay này nằm gần thị trấn Yoff, phía bắc của Dakar. Nó được biết đến với tên Sân bay quốc tế Dakar Yoff (tiếng Pháp: Aéroport international de Dakar-Yoff) cho đến tháng 9 tháng 10 năm 1996, khi nó được đổi theo tên của Léopold Sédar Senghor, vị tổng thống đầu tiên của Senegal.
Đây là sân bay quan trọng nhất của Senegal, có thể phục vụ máy bay lớn như Boeing 747, Boeing 777-200 của Air France hay Airbus A340-600 của South African Airways. Năm 2009, sân bay này đã phục vụ khoảng 1.500.000 hành khách.
Một sân bay đã được xây dựng cách đó khoảng 45 km vào trong đất liền để thay thế sân bay Léopold Sédar Senghor được bắt đầu vào năm 2007. Tập đoàn xây dựng Saudi Binladin Group là đơn vị tiến hành xây dựng sân bay mới, được đặt tên người châu Phi da màu đầu tiên được bầu vào quốc hội Pháp vào năm 1914, Blaise Diagne. Ban đầu, dự kiến sẽ mất 30 tháng để xây dựng xong với công suất thiết kế ban đầu là 3 triệu hành khách một năm - gần gấp đôi lưu lượng hàng năm là 1,7 triệu hành khách của sân bay Léopold Sédar Senghor. Ngày mở cửa sân bay đã nhiều lần bị trì hoãn; dự kiến sẽ là vào tháng 12 năm 2014.

## Các hãng hàng không và các tuyến bay

Các đường bay thẳng nội địa tới DKR (tháng 6 năm 2014)

Các đường bay thẳng quốc tế ở châu Phi tới DKR (tháng 6 năm 2014)

Các đường bay thẳng quốc tế ngoài châu Phi tới DKR (tháng 6 năm 2014)

| Hãng hàng không                         | Các điểm đến |
| --------------------------------------- | --- |
| Air Algérie                             | Algiers |
| Air Burkina                             | Bamako, Ouagadougou |
| Air Côte d'Ivoire                       | Abidjan |
| Air Europa                              | Madrid |
| Air France                              | Paris-Charles de Gaulle |
| Arik Air                                | Accra, Banjul, Cotonou, Freetown, Lagos |
| ASKY Airlines                           | Bamako, Bissau, Lomé |
| Binter Canarias operated by Air Nostrum | Gran Canaria |
| Brussels Airlines                       | Banjul, Brussels, Conakry (tạm ngưng) |
| Corsair International                   | Paris-Orly |
| Delta Air Lines                         | New York-JFK |
| Douniah Airlines                        | Conakry (tạm ngưng) |
| Eagle Atlantic Airlines                 | Freetown |
| Emirates                                | Dubai |
| Ethiopian Airlines                      | Addis Ababa, Lomé |
| Gambia Bird                             | Accra, Banjul |
| Iberia                                  | Gran Canaria, Madrid |
| Kenya Airways                           | Abidjan, Bamako, Nairobi-Jomo Kenyatta |
| Mauritania Airlines International       | Conakry (tạm ngưng), Nouakchott |
| Royal Air Maroc                         | Casablanca |
| Senegal Airlines                        | Abidjan, Bamako, Banjul, Bissau, Cap Skirring, Conakry (tạm ngưng), Cotonou, Douala, Libreville, Niamey, Nouakchott, Ouagadougou, Praia, Ziguinchor |
| South African Airways                   | Johannesburg-OR Tambo, Washington-Dulles Vào mùa đông: New York-JFK a                                                                               |
| TACV Cabo Verde Airlines                | Bissau, Praia |
| TAP Portugal                            | Lisbon |
| Tunisair                                | Tunis |
| Turkish Airlines                        | Istanbul-Atatürk |
| Vueling                                 | Barcelona |

### Các hãng hàng hóa
- Lufthansa Cargo
- Air France Cargo